# Kirov (tỉnh)

Kirov Oblast (tiếng Nga: Ки́ровская о́бласть, Kirovskaya oblast) là một chủ thể liên bang của Nga (một tỉnh).

## Liên kết
Tư liệu liên quan tới Kirov Oblast tại Wikimedia Commons
- (tiếng Nga) Official website of Kirov Oblast Lưu trữ ngày 26 tháng 12 năm 2005 tại Wayback Machine
- (tiếng Nga) Local wiki of the Vyatka region[liên kết hỏng]